# Грасс, Александр де
Граф Александр Франсуа Огюст де Грасс, маркиз Тилли (14 февраля 1765 года — 10 июня 1845) — морской офицер, основатель и первый великий командор «Верховного совета 33-й степени во Франции» Древнего и принятого шотландского устава на Европейском континенте (1804 год), 33° ДПШУ.

## Биография
Граф Александр де Грасс был единственным сыном адмирала Франсуа де Грасса.
1765 год: Был крещён в приходе Святого Людовика в Версале.
1789 год: Через год после смерти своего отца, де Грасс едет в Санто-Доминго в качестве члена французской армии. Находясь в Санто-Доминго, он женится на дочери Жан-Батиста Делаога, впоследствии, другого основателя Верховного совета.
1793 год: 14 августа 1793, на борту корабля «Тома», Александр де Грасс прибыл в Чарльстон (Южная Каролина). Сопровождающими его в этом рейсе были его жена, дочери, четыре сестры и мачеха. Согласно традиции, они были гостеприимно приняты Джоном Б. Холмсом в его доме.
1794 год: В июле 1794 де Грасс с четырьмя сестрами прибыл в Бостон. 7 июля, у него на Французском мысе родилась дочь.
1795 год: Конгресс выделил по 1000 долларов каждой сестре — Амелии, Аделаиде, Мелани и Сильвии, дочерям адмирала де Грасса, принимая во внимание «чрезвычайные услуги» оказанные Соединенным Штатам их отцом в 1781 году. Де Грасс становится учредителем масонской ложи «Откровение», которая основана для большинства французских католиков в Чарльстоне.
1796 год: 12 декабря де Грассу выдаётся патент по которому он назначается заместителем державного верховного генерального инспектора. Пожар уничтожает здание церкви на улице Броад вместе со всеми масонскими архивами. Ложа «Откровение» временно приостанавливает свою активность.
1798 год: Де Грасс становится досточтимым мастером ложи «Откровение».
1799 год: 4 августа — де Грасс сложил с себя полномочия досточтимого мастера ложи «Откровение», и шесть дней спустя, 10 августа, становится основателем ложи «Французский союз» в Чарльстоне. 23 августа — Его сестра Амели умирает от желтой лихорадки в Чарльстоне. Она похоронена на кладбище церкви Святой Марии. 9 сентября — Его сестра Мелани также как и Амели умирает от жёлтой лихорадки. И она также похоронена на кладбище церкви Святой Марии. Де Грасс отплывает в Санто-Доминго, чтобы осуществить свои полномочия генерального инспектора. Там он попадает в плен, его сажают в тюрьму и заковывают в кандалы. Благодаря вмешательству американского консула, после доказательства того, что он является американским гражданином, де Грасса освобождают, но он может покинуть острова только тогда, когда будет следующий корабль в Чарльстон.
1801 год: 10 января — де Грасс разместил уведомление в газете Таймс в Чарльстоне, информируя общественность, что он открыл свой новый «Фехтовальный зал», расположенный в его доме на Федерал-стрит. Кроме того, в объявлении были перечислены дни и часы работ.
1802 год: 21 февраля — де Грасс был назначен Верховным советом южной юрисдикции в качестве нового великого генерального инспектора, а также великого командора французской Вест-Индии. После чего учреждается «Верховный совет Вест-Индии». Заместителем инспектора великого командора ВС Вест-Индии был назначен прославленный брат Жан Батист Мари Делаог.
1804 год: 22 сентября — благодаря Александру де Грассу, когда он вернулся с «островов Америки», во Франции был учреждён Верховный совет 33-й степени во Франции. Верховный совет стал третьим в мире после Верховного совета южной юрисдикции США (1801 год) и Верховного совета французских островов Америки (Санто-Доминго) (1802 год).
1805 год: 5 марта, в Милане, основывается Верховный совет Италии.
1809 год: В октябре, в Мадриде, основывается Верховный совет для Испании.
1816 год: Военная карьера де Грасса заканчивается в возрасте 51-го года.
1818 год: Происходит разрыв договора между Верховным советом 33-й степени во Франции и Великим востоком Франции.
1821 год: Под руководством «Верховного совета французских островов Америки» (основанным Александром де Грассом в 1802 году и пробужденным Делаогом в 1810 году), «Верховный совет 33-й степени во Франции» был пробужден вновь в 1821 году, после чего название было изменено на Верховный совет Франции.
1840 год: Де Грасс в 76 лет описывает себя, как достойного отца после полнокровной жизни он достиг старости без права на благодарность от страны. В мемуарах он писал, что «как военный человек он и его отец были жертвами политических потрясений в жизни Франции».
1845 год: 10 июня Александр де Грасс, майор, 80-ти лет, был зарегистрирован в «Доме Инвалидов» (военный госпиталь), где он умер около 12:30 от хронической бронхиальной пневмонии.

## Древний и принятый шотландский устав
Александр де Грасс был одним из одиннадцати основателей Материнского верховного совета Древнего и принятого шотландского устава, от которого все другие верховные советы мира получают свои полномочия.
12 декабря 1796 года Александру де Грассу, вместе с семью другими масонами, был выдан патент на право учреждения верховных советов, что сделало его заместителем верховного генерального инспектора. В дальнейшем он получил право назначать на должности и право посвящать новых масонов в 33° ДПШУ, в который, в свою очередь, он получил посвящение от великого командора Верховного совета южной юрисдикции США. Это назначение было признанием, что предъявитель патента владеет тайнами Устава королевской тайны.
В связи с потерей архивных документов, после пожара в таверне «Шепардс», фактически значение участия Делахойя и де Грасса, в создании верховного совета, ставилось под сомнение и имело много спекуляций.
Де Грасс также был членом масонской ложи «Saint Jean d'Écosse du Contrat social», работавшей под эгидой Великого востока Франции.